# سیریل چاپویس
سیریل چاپویس (انگلیسی: Cyril Chapuis؛ زادهٔ ۲۱ مارس ۱۹۷۹) بازیکن فوتبال اهل فرانسه است.
از باشگاه‌هایی که در آن بازی کرده‌است می‌توان به باشگاه فوتبال متس، باشگاه فوتبال استراسبورگ، باشگاه فوتبال رن، باشگاه فوتبال لیدز یونایتد، باشگاه فوتبال آژاکسیو، و باشگاه فوتبال المپیک مارسی اشاره کرد.
وی همچنین در تیم ملی فوتبال زیر ۲۱ سال فرانسه بازی کرده‌است.